# Filmprijs van de Noordse Raad
De Filmprijs van de Noordse Raad wordt jaarlijks toegekend door de Noordse Raad aan een film uit een van de lidstaten van deze raad.

## Geschiedenis
De prijs, waaraan een geldbedrag is gekoppeld van 350.000 Deense kronen (circa 47.000 euro), werd de eerste maal uitgereikt in 2002, ter gelegenheid van het 50-jarig bestaan van de raad. Vanaf 2005 wordt de prijs jaarlijks uitgereikt.

## Prijswinnaars en genomineerden
| Jaar | Originele titel                       | Engelse titel                             | Regisseur                          | Land van inzending |
| ---- | ------------------------------------- | ----------------------------------------- | ---------------------------------- | ------------------ |
| 2002 | Mies vailla menneisyyttä              | The Man Without a Past                    | Aki Kaurismäki                     | Finland            |
| 2002 | Alt om min far                        | All About My Father                       | Even Benestad                      | Noorwegen          |
| 2002 | Cleaning up!                          |                                           | Rostislav Alto                     | Finland            |
| 2002 | Elsker dig for evigt                  | Open Hearts                               | Susanne Bier                       | Denemarken         |
| 2002 | Hafið                                 | The Sea                                   | Baltasar Kormákur                  | IJsland            |
| 2002 | Leva livet                            | Days Like This                            | Mikael Håfström                    | Zweden             |
| 2002 | Lilya 4-ever                          |                                           | Lukas Moodysson                    | Zweden             |
| 2002 | Mávahlátur                            | The Seagull's Laughter                    | Ágúst Guðmundsson                  | IJsland            |
| 2002 | Musikk for bryllup og begravelser     | Music for Weddings and Funerals           | Unni Straume                       | Noorwegen          |
| 2002 | Okay                                  |                                           | Jesper W. Nielsen                  | Denemarken         |
| 2005 | Drabet                                | Manslaughter                              | Per Fly                            | Denemarken         |
| 2005 | Pusher II: With Blood on My Hands     |                                           | Nicolas Winding Refn               | Denemarken         |
| 2005 | Paha Maa                              | Frozen Land                               | Aku Louhimies                      | Finland            |
| 2005 | Melancholian 3 huonetta               | The 3 Rooms of Melancholia                | Pirjo Honkasalo                    | Finland            |
| 2005 | Gargandi Snilld                       | Screaming Masterpiece                     | Ari Alexander Ergis Magnússon      | IJsland            |
| 2005 | Dís                                   |                                           | Silja Hauksdóttir                  | IJsland            |
| 2005 | Vinterkyss                            | Kissed by Winter                          | Sara Johnsen                       | Noorwegen          |
| 2005 | Hawaii, Oslo                          |                                           | Erik Poppe                         | Noorwegen          |
| 2005 | Gitarrmongot                          | The Guitar Mongoloid                      | Ruben Östlund                      | Zweden             |
| 2005 | Hål i mitt hjärta                     | A Hole in My Heart                        | Lukas Moodysson                    | Zweden             |
| 2006 | Zozo                                  |                                           | Josef Fares                        | Zweden             |
| 2006 | Efter bryllupet                       | After the Wedding                         | Susanne Bier                       | Denemarken         |
| 2006 | Offscreen                             |                                           | Christoffer Boe                    | Denemarken         |
| 2006 | Kenen joukoissa seisot                | Revolution                                | Jouko Aaltonen                     | Finland            |
| 2006 | Äideistä parhain                      | Mother of Mine                            | Klaus Härö                         | Finland            |
| 2006 | Blóðbönd                              | Thicker Than Water                        | Árni Ásgeirsson                    | IJsland            |
| 2006 | A Little Trip to Heaven               |                                           | Baltasar Kormákur                  | IJsland            |
| 2006 | Slipp Jimmy fri                       | Free Jimmy                                | Christopher Nielsen                | Noorwegen          |
| 2006 | Den brysomme mannen                   | The Bothersome Man                        | Jens Lien                          | Noorwegen          |
| 2006 | Mun mot mun                           | Mouth to Mouth                            | Björn Runge                        | Zweden             |
| 2007 | Kunsten at Græde i Kor                | The Art of Crying                         | Peter Schønau Fog                  | Denemarken         |
| 2007 | AFR                                   |                                           | Morten Hartz Kaplers               | Denemarken         |
| 2007 | Miehen työ                            | A Man's Job                               | Aleksi Salmenperä                  | Finland            |
| 2007 | Börn                                  | Children                                  | Ragnar Bragason                    | IJsland            |
| 2007 | Mýrin                                 | Jar City                                  | Baltasar Kormákur                  | IJsland            |
| 2007 | Reprise                               |                                           | Joachim Trier                      | Noorwegen          |
| 2007 | Sønner                                | Sons                                      | Erik Richter Strand                | Noorwegen          |
| 2007 | Farväl Falkenberg                     | Falkenberg Farewell                       | Jesper Ganslandt                   | Zweden             |
| 2007 | Darling                               |                                           | Johan Kling                        | Zweden             |
| 2008 | Du levande                            | You, the Living                           | Roy Andersson                      | Zweden             |
| 2008 | De unge år - Erik Nietzsche Del 1     | The Early Years: Erik Nietzsche Part 1    | Jacob Thuesen                      | Denemarken         |
| 2008 | Tummien perhosten koti                | The Home of Dark Butterflies              | Dome Karukoski                     | Finland            |
| 2008 | Brúðguminn                            | White Night Wedding                       | Baltasar Kormákur                  | IJsland            |
| 2008 | Mannen som elsket Yngve               | The Man Who Loved Yngve                   | Stian Kristiansen                  | Noorwegen          |
| 2009 | Antichrist                            |                                           | Lars von Trier                     | Denemarken         |
| 2009 | Sauna                                 |                                           | Antti-Jussi Annila                 | Finland            |
| 2009 | The Amazing Truth About Queen Raquela |                                           | Olaf de Fleur                      | IJsland            |
| 2009 | Nord                                  | North                                     | Rune Denstad Langlo                | Noorwegen          |
| 2009 | Ljusår                                | Light Year                                | Mikael Kristersson                 | Zweden             |
| 2010 | Submarino                             |                                           | Thomas Vinterberg                  | Denemarken         |
| 2010 | Miesten vuoro                         | Steam of Life                             | Joonas Berghäll en Mika Hotakainen | Finland            |
| 2010 | The Good Heart                        |                                           | Dagur Kári                         | IJsland            |
| 2010 | Upperdog                              |                                           | Sara Johnsen                       | Noorwegen          |
| 2010 | Metropia                              |                                           | Tarik Saleh                        | Zweden             |
| 2011 | Svinalängorna                         | Beyond                                    | Pernilla August                    | Zweden             |
| 2011 | Sandheden om mænd                     | Truth About Men                           | Nikolaj Arcel                      | Denemarken         |
| 2011 | Hyvä poika                            | The Good Son                              | Zaida Bergroth                     | Finland            |
| 2011 | Brim                                  | Undercurrent                              | Árni Ólafur Ásgeirsson             | IJsland            |
| 2011 | Oslo, 31. august                      | Oslo, August 31st                         | Joachim Trier                      | Noorwegen          |
| 2012 | Play                                  |                                           | Ruben Östlund                      | Zweden             |
| 2012 | En kongelig affære                    | A Royal Affair                            | Nikolaj Arcel                      | Denemarken         |
| 2012 | Kovasikajuttu                         | The Punk Syndrome                         | Jukka Kärkkäinen en J-P Passi      | Finland            |
| 2012 | Á annan veg                           | Either Way                                | Hafsteinn Gunnar Sigurdsson        | IJsland            |
| 2012 | Kompani Orheim                        | The Orheim Company                        | Arlid Andersen                     | Noorwegen          |
| 2013 | Jagten                                | The Hunt                                  | Thomas Vinterberg                  | Denemarken         |
| 2013 | Kerron sinulle kaiken                 | Open Up to Me                             | Simo Halinen                       | Finland            |
| 2013 | Djúpið                                | The Deep                                  | Baltasar Kormákur                  | IJsland            |
| 2013 | Som du ser meg                        | I Belong                                  | Dag Johan Haugerud                 | Noorwegen          |
| 2013 | Äta sova dö                           | Eat Sleep Die                             | Gabriela Pichler                   | Zweden             |
| 2014 | Hross í oss                           | Of Horses and Men                         | Benedikt Erlingsson                | IJsland            |
| 2014 | Nymphomaniac                          |                                           | Lars von Trier                     | Denemarken         |
| 2014 | Betoniyö                              | Concrete Night                            | Pirjo Honkasalo                    | Finland            |
| 2014 | Blind                                 |                                           | Eskil Vogt                         | Noorwegen          |
| 2014 | Turist                                | Force Majeure                             | Ruben Östlund                      | Zweden             |
| 2015 | Fúsi                                  | Virgin Mountain                           | Dagur Kári                         | IJsland            |
| 2015 | Stille hjerte                         | Silent Heart                              | Bille August                       | Denemarken         |
| 2015 | He ovat paenneet                      | They Have Escaped                         | Jukka-Pekka Valkeapää              | Finland            |
| 2015 | Mot nature                            | Out of Nature                             | Ole Giæver                         | Noorwegen          |
| 2015 | Gentlemen                             |                                           | Mikael Marcimain                   | Zweden             |
| 2016 | Louder than Bombs                     |                                           | Joachim Trier                      | Noorwegen          |
| 2016 | Under sandet                          | Land of Mine                              | Martin Zandvliet                   | Denemarken         |
| 2016 | Hymyilevä mies                        | The Happiest Day in the Life of Olli Mäki | Juho Kuosmanen                     | Finland            |
| 2016 | Þrestir                               | Sparrows                                  | Rúnar Rúnarsson                    | IJsland            |
| 2016 | Efterskalv                            | The Here After                            | Magnus von Horn                    | Zweden             |
| 2017 | Tyttö nimeltä Varpu                   | Little Wing                               | Selma Vilhunen                     | Finland            |
| 2017 | Forældre                              | Parents                                   | Christian Tafdrup                  | Denemarken         |
| 2017 | Hjartasteinn                          | Heartstone                                | Guðmundur Arnar Guðmundsson        | IJsland            |
| 2017 | Fluefangeren                          | Hunting Flies                             | Izer Aliu                          | Noorwegen          |
| 2017 | Sameblod                              | Sami Blood                                | Amanda Kernell                     | Zweden             |